# Домарьов Іван Іванович
Іван Іванович Домарьов (Домарєв) (6 червня 1922, селище Пролетарськ, тепер у складі міста Лисичанська Луганської області — 6 березня 1973) — український радянський діяч, новатор виробництва, бурильник Лисичанської станції «Підземгаз» Луганської області. Депутат Верховної Ради УРСР 5-го скликання.

## Біографія
Після закінчення школи працював робітником у місті Пролетарську Лисичанського району Ворошиловградської області.
З березня 1941 року служив у Червоній армії. Учасник німецько-радянської війни з 1942 року. Служив зв'язковим командира мінометної роти 3-го стрілецького батальйону 1180-го стрілецького полку; навідником батареї 120-міліметрових мінометів; гарматним номером 4-ї батареї 1336-го зенітно-артилерійського полку 23-ї зенітно-артилерійської дивізії Резерву головного командування. Воював на Південно-Західному, Воронезькому, 1-му Українському фронтах.
Після демобілізації повернувся у Лисичанськ, де працював охоронцем шахти. Через півроку влаштувався підсобним робітником Лисичанської станції «Підземгаз». Закінчив курси бурильників, працював помічником бурильника.
Потім — бурильник, керівник зміни бурильників Лисичанської станції «Підземгаз» Ворошиловградської (Луганської) області.

## Звання
- єфрейтор

## Нагороди
- медаль «За відвагу» (1945)
- медаль «За бойові заслуги» (1943)
- медалі